# Емі Вільямс (тенісистка)
Емі Вільямс (англ. Amy Williams; 29 березня 1872 — 1969) — колишня американська тенісистка.
Найвищим досягненням на турнірах Великого шолома були фінали в парному та змішаному парному розрядах.

## Фінали турнірів Великого шолома

### Парний розряд (2 поразки)
| Результат | Рік  | Турнір             | Покриття | Партнерка        | Суперниці                      | Рахунок         |
| --------- | ---- | ------------------ | -------- | ---------------- | ------------------------------ | --------------- |
| Поразка   | 1894 | U.S. Championships | Трава    | Annabella Wistar | Гелен Гелвіґ Джульєтт Аткінсон | 4–6, 6–8, 2–6   |
| Поразка   | 1895 | U.S. Championships | Трава    | Елізабет Мур     | Гелен Гелвіґ Джульєтт Аткінсон | 2–6, 2–6, 10–12 |

### Мікст (2 поразки)
| Результат | Рік  | Турнір             | Покриття | Партнерка     | Суперниці                        | Рахунок       |
| --------- | ---- | ------------------ | -------- | ------------- | -------------------------------- | ------------- |
| Поразка   | 1895 | U.S. Championships | Трава    | Ментл Філдінґ | Джульєтт Аткінсон Едвін П. Фішер | 6–4, 6–8, 2–6 |
| Поразка   | 1896 | U.S. Championships | Трава    | Ментл Філдінґ | Джульєтт Аткінсон Едвін П. Фішер | 2–6, 3–6, 3–6 |